# Situsaeur (Bojongloa Kidul)
Situsaeur is een bestuurslaag in het regentschap Kota Bandung van de provincie West-Java, Indonesië. Situsaeur telt 20.863 inwoners (volkstelling 2010).